# Mudžahid
Mudžahíd (arabsko مُجَاهِد) je dobesedno »borec za džihad«. Množina samostalnika mudžahid v arabščini je mudžahidin (مُجَاهِدِين), lahko pa uporabimo tudi slovensko množino mudžahidi. Ta arabski izraz se na splošno nanaša na ljudi, ki se ukvarjajo z džihadom, ki se v sodni praksi islama razlaga kot boj v imenu boga, vere ali skupnosti (uma).